# Marc Tisseyre
Pas d'image ? Cliquez ici

a Compétitions nationales et continentales officielles uniquement.

b Matchs officiels uniquement.
Marc Tisseyre, né le 5 août 1964, est un joueur et entraîneur de rugby à XIII français évoluant au poste de pilier dans les années 1990 et 2000.
Marc Tisseyre dispute le Championnat de France dans les années 1980 et 1990 au sein des clubs de Pamiers XIII, A.S. Carcassonne, XIII Limouxinet R.C. Saint-Gaudens. Il remporte le Championnat de France en 1992 avec Carcassonne et la Coupe de France en 1996 avec Limoux. Il connaît quinze sélections avec l'équipe de France entre 1988 et 1995 prenant part à deux éditions de Coupe du monde. 

## Palmarès
- Collectif :
  - Vainqueur du Championnat de France : 1992 (Carcassonne).
  - Vainqueur de la Coupe de France : 1996 (Limoux).
  - Vainqueur du Championnat de France de 2e division : 1989 (Pamiers).
  - Finaliste du Championnat de France : 1999 (Saint-Gaudens).

### Détails en sélection
| Matchs internationaux de Marc Tisseyre | Matchs internationaux de Marc Tisseyre | Matchs internationaux de Marc Tisseyre | Matchs internationaux de Marc Tisseyre | Matchs internationaux de Marc Tisseyre | Matchs internationaux de Marc Tisseyre | Matchs internationaux de Marc Tisseyre | Matchs internationaux de Marc Tisseyre | Matchs internationaux de Marc Tisseyre | Matchs internationaux de Marc Tisseyre | Matchs internationaux de Marc Tisseyre | Matchs internationaux de Marc Tisseyre |
|                                        | Date                                   | Adversaire                             | Résultat                               | Compétition                            | Poste                                  | Points                                 | Essais                                 | Pen.                                   | Drops                                  |                                        |                                        |
| -------------------------------------- | -------------------------------------- | -------------------------------------- | -------------------------------------- | -------------------------------------- | -------------------------------------- | -------------------------------------- | -------------------------------------- | -------------------------------------- | -------------------------------------- | -------------------------------------- | -------------------------------------- |
| sous les couleurs de la France         |                                        |                                        |                                        |                                        |                                        |                                        |                                        |                                        |                                        |                                        |                                        |
| 1.                                     | 24 janvier 1988                        | Grande-Bretagne                        | 14-28                                  | Test-match                             | Pilier                                 | -                                      | -                                      | -                                      | -                                      |                                        |                                        |
| 2.                                     | 6 février 1988                         | Grande-Bretagne                        | 12-30                                  | Test-match                             | Pilier                                 | -                                      | -                                      | -                                      | -                                      |                                        |                                        |
| 3.                                     | 21 janvier 1989                        | Grande-Bretagne                        | 10-26                                  | Test-match                             | Remplaçant                             | -                                      | -                                      | -                                      | -                                      |                                        |                                        |
| 4.                                     | 5 février 1989                         | Grande-Bretagne                        | 8-30                                   | Test-match                             | Remplaçant                             | -                                      | -                                      | -                                      | -                                      |                                        |                                        |
| 5.                                     | 2 décembre 1990                        | Australie                              | 4-60                                   | Test-match                             | Remplaçant                             | -                                      | -                                      | -                                      | -                                      |                                        |                                        |
| 6.                                     | 9 décembre 1990                        | Australie                              | 10-34                                  | Coupe du monde                         | Pilier                                 | 2                                      | -                                      | 1                                      | -                                      |                                        |                                        |
| 7.                                     | 27 janvier 1991                        | Grande-Bretagne                        | 10-45                                  | Coupe du monde                         | Pilier                                 | 2                                      | -                                      | 1                                      | -                                      |                                        |                                        |
| 8.                                     | 16 février 1991                        | Grande-Bretagne                        | 12-30                                  | Test-match                             | Remplaçant                             | -                                      | -                                      | -                                      | -                                      |                                        |                                        |
| 9.                                     | 13 juin 1991                           | Nouvelle-Zélande                       | 6-60                                   | Test-match                             | Remplaçant                             | -                                      | -                                      | -                                      | -                                      |                                        |                                        |
| 10.                                    | 15 juin 1992                           | Russie                                 | 66-6                                   | Test-match                             | Deuxième ligne                         | 18                                     | 1                                      | 7                                      | -                                      |                                        |                                        |
| 11.                                    | 18 juin 1992                           | C.I.S.                                 | 28-8                                   | Test-match                             | Remplaçant                             | 4                                      | 1                                      | -                                      | -                                      |                                        |                                        |
| 12.                                    | 11 novembre 1992                       | C.I.S.                                 | 38-4                                   | Test-match                             | Pilier                                 | -                                      | -                                      | -                                      | -                                      |                                        |                                        |
| 13.                                    | 13 décembre 1992                       | Pays de Galles                         | 18-19                                  | Test-match                             | Troisième ligne                        | 2                                      | -                                      | 1                                      | -                                      |                                        |                                        |
| 14.                                    | 12 juin 1993                           | Moldavie                               | 34-14                                  | Test-match                             | Troisième ligne                        | 4                                      | 1                                      | -                                      | -                                      |                                        |                                        |
| 15.                                    | 12 octobre 1995                        | Samoa                                  | 10-56                                  | Coupe du monde                         | Remplaçant                             | -                                      | -                                      | -                                      | -                                      |                                        |                                        |